# Melitturga capensis
Melitturga capensis là một loài Hymenoptera trong họ Andrenidae. Loài này được Brauns mô tả khoa học năm 1912.